# Гільдунін Борис Костянтинович
Борис Костянтинович Гільдунін (2 березня 1916 — 6 серпня 1989) — радянський військовий інженер. Герой Радянського Союзу (1943).

## Біографія
Народився 2 березня 1916 року в станиці Гривенська (нині Калінінський район Краснодарського краю РФ) у родині службовця. Росіянин.
В 1939 році закінчив Черкаський індустріальний інститут. Працював інженером-будівельником в Медвеж'єгорську (Карельська АРСР). У РСЧА також з 1939 року.
У діючій армії з червня 1942 року. Командир 89-го окремого саперного батальйону (78-а гвардійська стрілецька дивізія, 7-а гвардійська армія, Степовий фронт) гвардії старший лейтенант Гільдунін, рухаючись зі своїм батальйоном у бойових порядках 225-го гвардійського стрілецького полку, на підході до Дніпра організував збір підручних матеріалів для будування переправи. Завдяки рішучим діям до світанку 25 вересня 1943 року полк був переправлений на правий берег річки в районі села Домоткань (Верхньодніпровський район) і вступив у бій із ворогом.
В 1954 році закінчив Військово-інженерну академію.
З 1965 року інженер-полковник Гільдунін у запасі. Жив у Москві. Працював у Всесоюзному заочному інженерно-будівельному інституті доцентом кафедри будівельного виробництва.

## Звання та нагороди
26 жовтня 1943 року Б. К. Гільдуніну присвоєно звання Героя Радянського Союзу.
Також нагороджений:
- орденом Леніна
- 3-ма орденами Червоного прапора
- 2-ма орденами Вітчизняної війни 1 ступеня
- 2-ма орденами Червоної Зірки
- медалями